# Abbès Mohsen
Abbès Mohsen (arabe : عبّاس محسن), né le 25 octobre 1945 à Tunis, est un homme politique tunisien.
Membre du comité central du Rassemblement constitutionnel démocratique (parti au pouvoir) de 2008 à 2011, il a notamment été maire de Tunis de 2000 à 2010.

## Biographie

### Famille et études
Né dans une famille de la grande notabilité tunisoise d'origine chérifienne, qui a donné une lignée d'imams à la mosquée Zitouna, il est le fils de Zine el-Abidine Mohsen, caïd-gouverneur, fils du grand imam Mahmoud Mohsen, et de Zohra, fille du ministre beylical Habib Djellouli. Titulaire du baccalauréat français après des études au lycée de Mutuelleville, licencié en droit et ancien élève de l'École nationale d'administration (ENA), il devient à trente ans le premier délégué du gouvernorat de Bizerte puis le plus jeune gouverneur du Cap Bon en 1976.

### Carrière
Ancien stagiaire de l'École nationale d'administration à la préfecture du Tarn, il devient gouverneur-président du district de Tunis en 1978, et chargé de mission auprès du Premier ministère pour la réforme administrative deux ans plus tard. Nommé PDG de la Société hôtelière et touristique de Tunisie en 1981, il devient directeur général des collectivités locales au ministère de l'Intérieur en 1983 puis gouverneur-président du district de Tunis pour la seconde fois en 1986. Nommé directeur général du protocole à la présidence de la République en 1988, il est chargé de mission auprès du ministère de l'Intérieur l'année suivante tout en étant chargé de conférence à l'ENA de 1989 à 1992. Envoyé en 1992 comme ambassadeur au Yémen, il revient au pays en 1995 pour occuper le poste de secrétaire permanent du Rassemblement constitutionnel démocratique (parti au pouvoir) avant de repartir comme ambassadeur au Brésil en 1997.
En 2000, il est nommé par décret comme maire de Tunis et reconduit à son poste après les élections municipales de mai 2005. Lors de cette période, il devient secrétaire général de l'Association internationale des maires francophones. Lors du Congrès du Défi du RCD, qui s'est déroulé à Tunis du 30 juillet au 2 août 2008, il devient membre du comité central de ce parti. Le 11 janvier 2010, il est limogé et remplacé à la mairie de Tunis par Mohamed Béji Ben Mami, alors membre du Conseil municipal de la ville. L'agence de presse Tunis Afrique Presse ne précise pas les raisons du limogeage, mais la presse privée croit savoir que celui-ci fait suite à son refus de communiquer avec des journalistes de l'émission télévisée El Hak Maâk de la chaîne Tunisie 7, enquêtant alors sur un litige opposant un Tunisois aux services municipaux de la ville. Le 27 octobre de la même année, il est accrédité comme ambassadeur de Tunisie aux Pays-Bas, fonction qu'il quitte après la révolution de 2011.
Le 28 août 2014, il est désigné comme tête d'une liste unifiée, issue du Mouvement destourien et de l'Initiative nationale destourienne, dans la première circonscription de Tunis pour les élections législatives du 26 octobre.
Grand amateur de voitures, il est à l'origine au début des années 2000 de la création du Grand Prix historique de Tunis, organisé d'abord aux Berges du Lac puis, à partir de 2001 au Belvédère. Cet évènement, organisé jusqu'en 2009, a réussi à attirer plusieurs grands noms du sport automobile tels que Nino Vaccarella, Jean Guichet, Arturo Merzario et Clay Regazzoni. Il participe lui-même à la célèbre course des 24 heures du Mans Classic en 2006[source insuffisante].
Chercheur associé au Centre de recherches et d'études administratives de Tunis, il est le coauteur d'un ouvrage collectif intitulé L'administration régionale et locale ; il est aussi l'auteur d'une étude sur l'évolution de l'administration locale entre 1881 et 1992.

### Décorations
Il a reçu diverses décorations au cours de sa carrière dont les suivantes :
- Grand officier de l'ordre de la République tunisienne[11] ;
- Commandeur de l'ordre tunisien de l'Indépendance (Tunisie)[12];
- Officier de l'ordre du 7-Novembre (Tunisie)[13] ;
- Commandeur de la Légion d'honneur (France)[3] ;
- Commandeur de l'ordre du Mérite de la République italienne (Italie)[3] ;
- Grand-croix l'ordre national de la Croix du Sud (Brésil)[3] ;
- Grand-croix de l'ordre de Rio Branco (Brésil)[3] ;
- Grand-croix de l'ordre de Brasilia (Brésil)[3].

### Vie privée
Abbès Mohsen est marié et père de trois enfants.

## Publications
- Servir, mémoires désabusés d'un commis de l'État : Tunisie 1971-2011, Paris, Tchou, 2012, 252 p. (ISBN 978-2710707967)[14].
- Les Gouverneurs, Tunis, Cérès, 2016, 333 p. (ISBN 978-9973197924)[15].
- La Transition immobile : chronique d'un échec, Tunis, Maison du Livre, 2021 (ISBN 978-9938872699)[16].